# Ląd-Kolonia
Ląd-Kolonia (prononciation : [ˈlɔnt kɔˈlɔɲa]) est un village polonais de la gmina de Lądek dans le powiat de Słupca de la voïvodie de Grande-Pologne dans le centre-ouest de la Pologne.
Il se situe à environ 2 kilomètres au nord-ouest de Lądek (siège de la gmina), à 7 kilomètres au sud de Słupca (siège du powiat) et à 69 kilomètres au sud-est de Poznań (capitale régionale).
Le village possédait une population de 142 habitants en 2003.

## Histoire
De 1975 à 1998, le village faisait partie du territoire de la voïvodie de Konin.

Depuis 1999, Ląd-Kolonia est situé dans la voïvodie de Grande-Pologne.